# Paya Uleue
Paya Uleue is een bestuurslaag in het regentschap Aceh Utara van de provincie Atjeh, Indonesië. Paya Uleue telt 323 inwoners (volkstelling 2010).